# C. J. Cherryh
Carolyn Janice Cherry (St. Louis, MO, 1 de setembro de 1942), conhecida pelo pseudónimo C. J. Cherryh, é uma autora estado-unidense de ficção científica e fantasia. Já escreveu mais de 60 livros desde meados da década de 1970, entre os quais as novelas vencedoras do Prémio Hugo Downbelow Station (1981) e Cyteen (1988), ambas situadas no seu universo Alliance-Union. É irmã do artista de fantasia e ficção científica David A. Cherry.
A escritora foi honrada com um asteróide com o seu nome, 77185 Cherryh.